# Indonesische Glattfellratte
Die Indonesische Glattfellratte (Rattus adustus) ist eine sehr wahrscheinlich ausgestorbene Rattenart. Sie ist nur durch den am 15. April 1936 gesammelten Holotypus von der indonesischen Insel Enggano bekannt und seitdem nicht mehr wiederentdeckt worden. Ihr Lebensraum wurde nahezu vollständig zerstört, möglicherweise ging der Bestand auch durch die Konkurrenz mit eingeschleppten Hausratten zurück.

## Merkmale
Das einzige bekannte Exemplar der Indonesischen Glattfellratte ist ein sehr junges adultes, weibliches Exemplar. Die Kopf-Rumpf-Länge beträgt 180 mm, die Schwanzlänge 148 mm, die Ohrenlänge 22 mm und die Hinterfußlänge 42 mm. Über das Gewicht sind keine Informationen verfügbar. Die Indonesische Glattfellratte ist mittelgroß und besitzt ein kurzes, raues Fell, das mit vielen harten Borsten durchsetzt ist. Der Rücken ist sehr dunkelbraun, der Bauch ist dunkel bräunlichgrau. Der Schwanz ist schwarz. Die Ohren sind dunkel. Die Schwanzlänge ist mit 82 Prozent kürzer als die Kopf-Rumpf-Länge. Der Schädel ist länger als bei der nahe verwandten Enggano-Ratte (Rattus enganus). Es sind fünf Zitzenpaare vorhanden, zwei an der Brust und drei in der Leistengegend. Das Foramen incisivum ist breiter als bei der Simalur-Ratte (Rattus simalurensis), aber schmaler als bei der Tawi-Tawi-Waldratte.

## Verbreitung und Lebensraum
Die Indonesische Glattfellratte ist nur von Enggano, einer Insel westlich von Sumatra bekannt. Ihr Lebensraum war wahrscheinlich auf bewaldete Habitate beschränkt.

## Taxonomie
Henri Jacob Victor Sody beschrieb Rattus adustus zuerst als eigenständige Art, führte sie aber später (Sody, 1941) als Unterart der Hausratte (Rattus rattus) in einer Sektion, die auch Rattus lugens (Syn.: Rattus mentawai), ein Endemit der Mentawai-Inseln, enthielt. Morphologisch und geographisch ist Rattus adustus mit Rattus lugens verwandt, beide stehen Rattus simalurensis nahe. Diese drei Arten sind wiederum eng mit Rattus tiomanicus verwandt.

## Weblink
- Rattus adustus bei Mammal Species of the World.